# Aliens vs. Predator: Requiem
Aliens vs. Predator: Requiem (AVP2) is een Amerikaanse horror/sciencefictionfilm uit 2007 en het vervolg op Alien vs. Predator uit 2004. De film is geregisseerd door Colin en Greg Strause. Hoofdrollen worden vertolkt door Steven Pasquale, Reiko Aylesworth en John Ortiz.
Net als zijn voorganger werd de film niet goed ontvangen door critici.

## Verhaal
De strijd tussen de Aliens en Predators gaat verder waar die ophield in het vorige deel. Wanneer een groep Predators zich in hun ruimteschip bevindt, blijkt een Alien-embryo zich in het lichaam van een van hun dode soortgenoten te bevinden. Hier komen ze pas achter wanneer deze zich een weg naar buiten baant en een spoor van dood en verderf door het schip trekt. Daar deze alien geboren is uit een predator, vertoont hij kenmerken van beide soorten; een PredAlien.
Het ruimtevaartuig raakt door de PredAlien beschadigd en stort neer in een bos op Aarde. Alleen de PredAlien en een Predator zijn nog in leven. Wanneer een jager en zijn zoontje in het bos het ruimteschip ontdekken, worden ze door de PredAlien gebruikt als gastheer om een nog uit te komen nageslacht in achter te laten. Daarna gaat hij op jacht naar andere slachtoffers cq. nestgelegenheden: de mensheid.
Een Predator op hun thuisplaneet ontvangt een noodsignaal van een van diens neergestorte soortgenoten. Daarop vertrekt hij naar de Aarde om te kijken wat er is gebeurd. Deze vindt naast zijn dode collega's sporen van de Alien. Hij wist alle sporen uit van het gebeurde en zet op zijn beurt de jacht in op de PredAlien en diens snel oplopende aantal soortgenoten.
In het nietsvermoedende Amerikaanse stadje waar het Predatorschip is neergekomen, breekt een gevecht op leven en dood uit tussen de twee buitenaardse rassen. De menselijke bewoners proberen de geweldsuitbarsting met veel pijn en moeite te overleven en te bedenken hoe ze van de buitenaardsen af moeten komen.

## Rolverdeling
| Acteur           | Personage       |
| ---------------- | --------------- |
| Steven Pasquale  | Dallas          |
| Reiko Aylesworth | Kelly           |
| John Ortiz       | Sheriff Morales |
| Johnny Lewis     | Ricky           |
| Sam Trammell     | Tim             |
| Ariel Gade       | Molly           |
| Ty Olsson        | Nathan          |
| David Paetkau    | Dale            |
| Gina Holden      | Carrie          |
| Shareeka Epps    | Kendra          |
| Kristen Hagar    | Jesse           |
| Meshach Peters   | Curtis          |
| Juan Riedinger   | Scotty          |
| Rainbow Francks  | Earl            |
| Ryan Robbins     | Truckchauffeur  |
| Liam James       | Sam             |
| Chelah Horsdal   | Darcy           |
| David Hornsby    | Drew            |
| Rekha Sharma     | Zuster Helen    |
| Ian Whyte        | Predator        |
| Tom Woodruff jr. | Alien           |

## Achtergrond
Het filmen van AVP2 begon op 25 september 2006 in het Canadese Vancouver. De hoofdrollen worden gespeeld door Reiko Aylesworth en Steven Pasquale, de regie is in handen van Colin en Greg Strause en het scenario is geschreven door Shane Salerno.

De film kreeg bij de première een R-Rating (16 jaar en ouder) mee van de Motion Picture Association of America. Dit vanwege het geweld en de soms gruwelijke scènes. De vorige film kwam er vanaf met een PG-13 rating (12 jaar en ouder).
De muziek van de film werd gecomponeerd door Brian Tyler.

## Prijzen en nominaties
Aliens vs. Predator: Requiem werd in 2008 genomineerd voor drie prijzen:
- De Golden Raspberry Award voor slechtste excuus voor een horrorfilm
- De Golden Raspberry Award voor slechtste prequel of vervolg
- De MTV Movie Award voor beste gevecht.